# Thoury
Thoury település Franciaországban, Loir-et-Cher megyében. Lakosainak száma 425 fő (2022. január 1.). Thoury Chambord, Crouy-sur-Cosson, Dhuizon, Neuvy és Saint-Laurent-Nouan községekkel határos.

## Népesség
A település népessége az elmúlt években az alábbi módon változott:
| Lakosok száma | 373  | 338  | 362  | 373  | 421  | 423  | 420  | 418  | 418  | 425  |
|               | 1968 | 1982 | 1990 | 2006 | 2013 | 2015 | 2017 | 2019 | 2020 | 2022 |